# Heege Freizeittechnik
Heege Freizeittechnik, usuellement abrégée Heege, est une société allemande de conception et de construction d'attractions.
L'entreprise est spécialisée dans la fabrication de petits manèges autonomes. Ceux-ci ne nécessitent donc pas d'opérateur.
L'attraction la plus distribuée est la Tower et l'Allemagne est naturellement le pays le mieux fourni en attractions de cette entreprise.

## Histoire
En 2009, la société autrichienne Sunkid GmbH a acquis Gebr. Heege Freizeittechnik GmbH. À partir de 2012, Sunkid prend en charge la distribution - vente dans le monde entier des Family Rides d’Heege. La compagnie Heege se charge de la fabrication et de la production, et du service après-vente de toutes les installations. La Cie Sunkid GmbH à Imst (Autrichè) est le leader dans le domaine des transports des personnes par tapis roulant sur les domaines skiables. Avec cette acquisition et l'intégration des autres produits d'été (tubing d'été, aires de jeux en bois), Sunkid devient un fournisseur complet dans le domaine des loisirs.

## Attractions
| Nom                 | Type d'attraction   | Parc                           | Pays               | Année |
| ------------------- | ------------------- | ------------------------------ | ------------------ | ----- |
| Le Balancier        | Butterfly           | Futuroscope                    | France             | 2006  |
| Butterfly           | Butterfly           | Wild & Freizeitpark Ferleiten  | Autriche           | 2001  |
| Butterfly           | Butterfly           | Schloss Beck                   | Allemagne          | 1993  |
| Butterfly           | Butterfly           | Bayern Park                    | Allemagne          | 1993  |
| Butterfly           | Butterfly           | Mega Speelstad                 | Belgique           | 2002  |
| Butterfly           | Butterfly           | Skyline Park                   | Allemagne          | 1996  |
| Butterfly           | Butterfly           | Kinderwelt                     | République tchèque | 1996  |
| Catapult            | Nautic-Jet          | Duinrell                       | Pays-Bas           |       |
| Chat Perché         | Tower               | France Miniature               | France             | 2004  |
| El salto de Blas'   | Tower               | PortAventura Park              | Espagne            | 2011  |
| Flug des Ikarus     | Skydive             | Belantis                       | Allemagne          |       |
| Froschpendel        | Motorschaukel Komet | Bayern Park                    | Allemagne          |       |
| Funicolare          | Skydive             | Cavallino Matto                | Italie             |       |
| Galipettes          | Luna loop           | France Miniature               | France             | 2004  |
| Hi-Low Silos        | Tower               | Silver Dollar City             | États-Unis         | 2007  |
| Hissez-Haut         | Tower               | Fraispertuis City              | France             | 2015  |
| Hochseilbahn        | Skydive             | Conny-Land                     | Suisse             |       |
| Holy Dragon Pagoda  | Tower               | China Dinosaurs Park           | Chine              | 2010  |
| Hubseilturm         | Tower               | Bayern Park                    | Allemagne          |       |
| Kidi-Bob            | Nautic-Jet          | Wild- und Freizeitpark Klotten | Allemagne          | 2008  |
| Komet               | Motorschaukel Komet | Familypark                     | Autriche           |       |
| Klottiturm          | Tower               | Wild- und Freizeitpark Klotten | Allemagne          | 1999  |
| Kid Power Towers    | Tower               | Legoland Malaysia              | Malaisie           | 2012  |
| Kid Power Towers    | Tower               | Legoland Florida               | États-Unis         | 2011  |
| Kompeii Pagoda      | Tower               | Happy Valley (Shanghai)        | Chine              | 2009  |
| Les As du ciel      | Skydive             | Futuroscope                    | France             | 2009  |
| Leuchtturmspaß      | Tower               | Europa Park                    | Allemagne          | 2002  |
| Lighthouse          | Tower               | Legoland Billund               | Danemark           |       |
| Looping Star        | Looping Star        | Wild- und Freizeitpark Klotten | Allemagne          | 1997  |
| Lumberjack Lifts    | Tower               | Dollywood                      | États-Unis         | 2006  |
| Luna Loop           | Luna loop           | Schloss Beck                   | Allemagne          |       |
| Même Pas Peur       | Nautic-Jet          | France Miniature               | France             | 2004  |
| Motorschaukel Komet | Motorschaukel Komet | Wild- und Freizeitpark Klotten | Allemagne          | 1996  |
| Nautic Jet          | Nautic-Jet          | Freizeit-Land Geiselwind       | Allemagne          | 1985  |
| Nautic Jet          | Nautic-Jet          | Parc de la Vallée              | France             | 2009  |
| Nautic Jets         | Nautic-Jet          | Skyline Park                   | Allemagne          |       |
| Pile Ou Face        | Butterfly           | France Miniature               | France             | 2004  |
| Pop Tower           | Tower               | Rainbow Magicland              | Italie             | 2011  |
| Säule der Athene    | Tower               | Belantis                       | Allemagne          | 2003  |
| Seilbahn            | Skydive             | Schloss Beck                   | Allemagne          |       |
| Seilbahn            | Skydive             | Wild- und Freizeitpark Klotten | Allemagne          |       |
| Space Tower         | Tower               | Legoland Windsor               | Royaume-Uni        |       |
| Le Turbo Splash     | Nautic-Jet          | Futuroscope                    | France             | 2009  |
| Star-Shuttle        | Butterfly           | Bayern Park                    | Allemagne          | 2009  |
| Tempeltarnet        | Tower               | Tivoli Gardens                 | Danemark           |       |
| Tête en l'Air       | Skydive             | France Miniature               | France             | 2004  |
| Tiratisù            | Tower               | Miragica                       | Italie             | 2009  |
| La Tour Gravity     | Tower               | Futuroscope                    | France             | 2004  |
| La Centrifugeuse    | Luna loop           | Futuroscope                    | France             | 2004  |
| Tromle Tisseble     | Luna loop           | BonbonLand                     | Danemark           | 2008  |
| Turmgucker          | Tower               | Familypark                     | Autriche           |       |
| Vlinder             | Butterfly           | Koningin Juliana Toren         | Pays-Bas           | 2000  |
| Wirtl's Taubenturm  | Tower               | Phantasialand                  | Allemagne          | 2007  |